# Lampsilis
Lampsilis är ett släkte av musslor. Lampsilis ingår i familjen målarmusslor.
Släktet Lampsilis indelas i:
- Lampsilis abrupta
- Lampsilis altilis
- Lampsilis australis
- Lampsilis binominata
- Lampsilis bracteata
- Lampsilis cardium
- Lampsilis cariosa
- Lampsilis dolabraeformis
- Lampsilis excavatus
- Lampsilis fasciola
- Lampsilis fullerkati
- Lampsilis haddletoni
- Lampsilis higginsii
- Lampsilis hydiana
- Lampsilis ochracea
- Lampsilis orbiculata
- Lampsilis ornata
- Lampsilis ovata
- Lampsilis perovalis
- Lampsilis perpasta
- Lampsilis powellii
- Lampsilis radiata
- Lampsilis rafinesqueana
- Lampsilis reeveiana
- Lampsilis satura
- Lampsilis siliquoidea
- Lampsilis splendida
- Lampsilis straminea
- Lampsilis streckeri
- Lampsilis subangulata
- Lampsilis teres
- Lampsilis virescens

## Bildgalleri

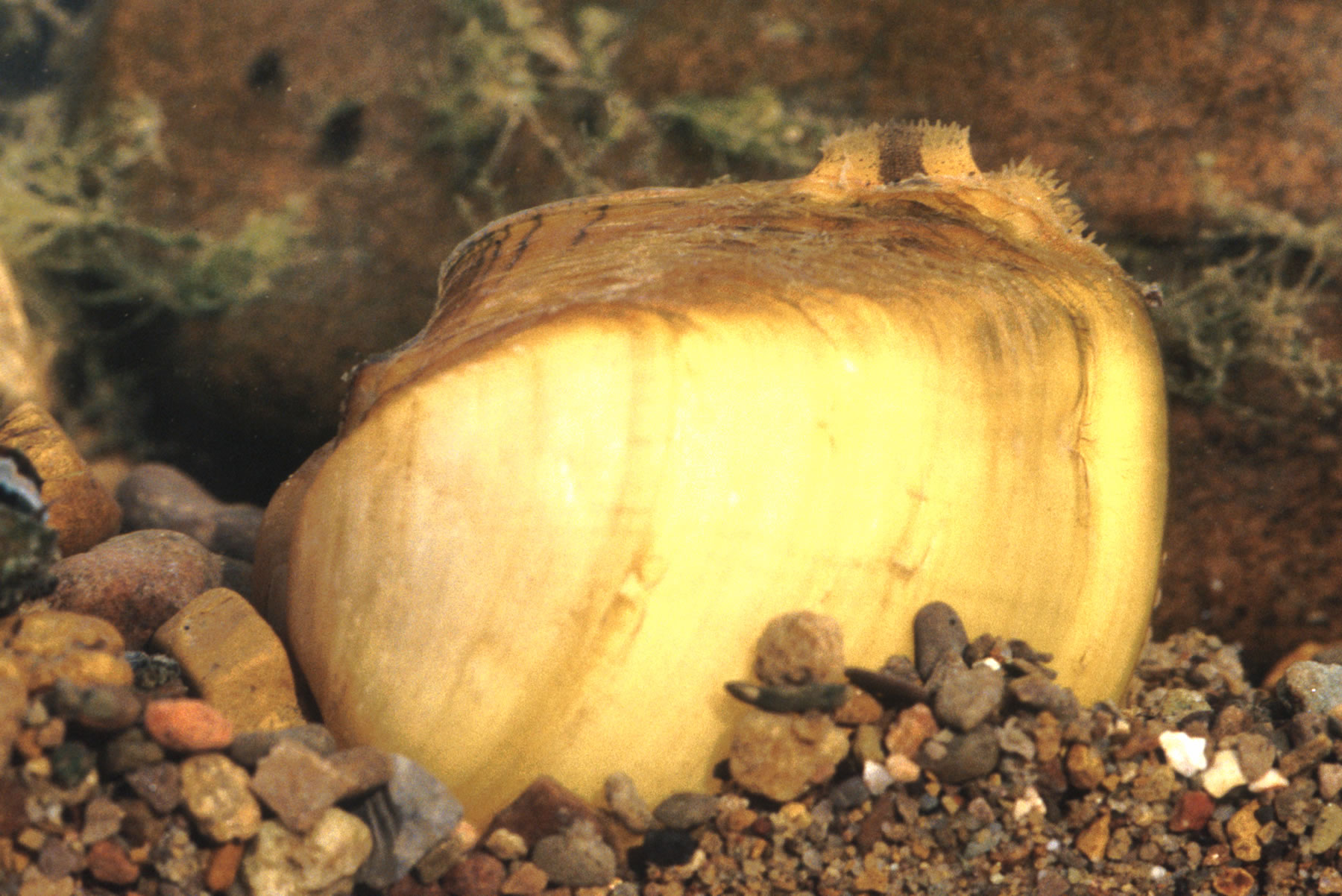
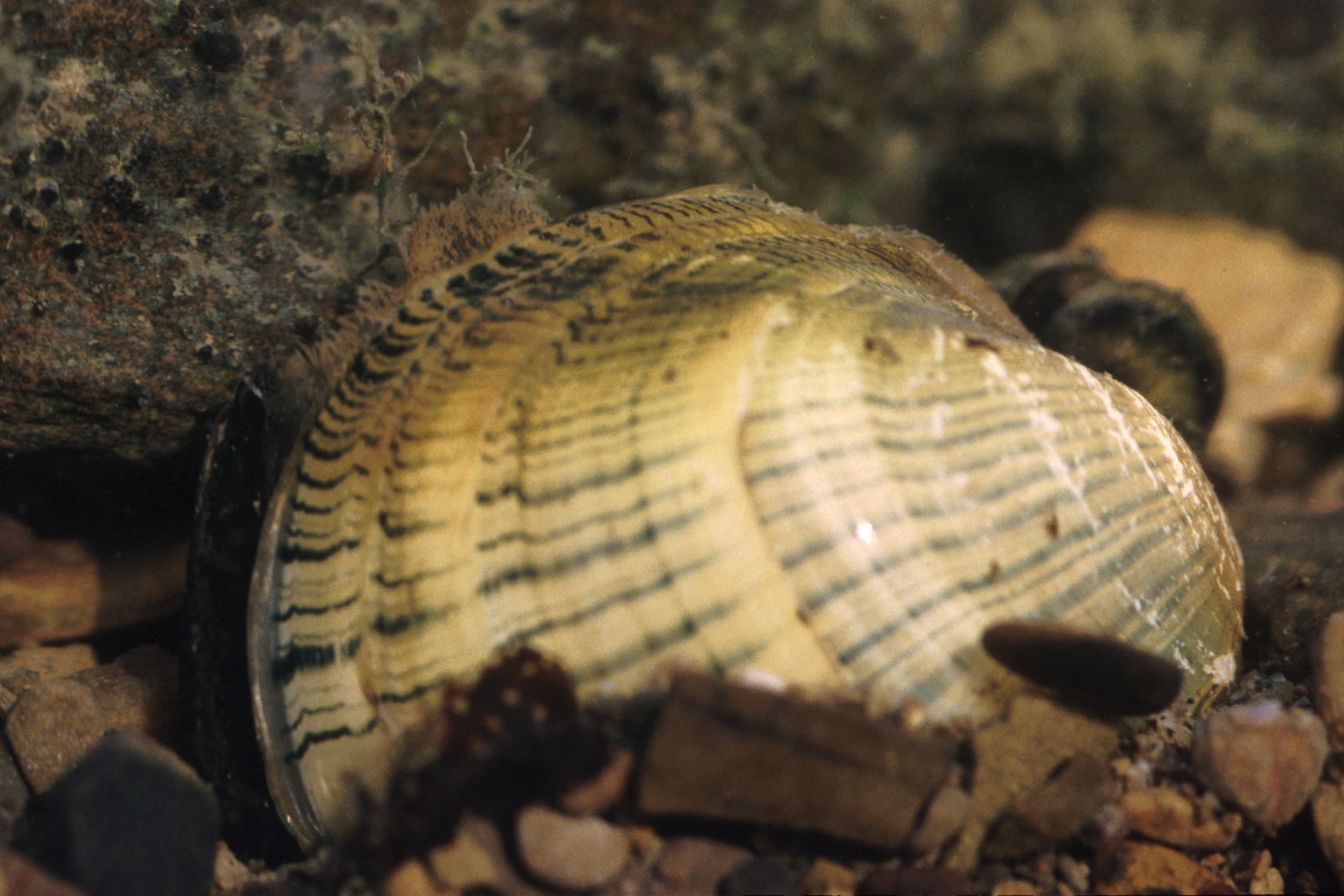